# Драхтен
Драхтен (нід. Drachten) — місто в Нідерландах, у Фрисландії, в громаді Смаллінгерланд.
Останнім часом відомий завдяки експерименту з управління дорожнім рухом, що проводиться в ньому. Ідея «загального простору», вперше розроблена Гансом Мондерманом (Hans Monderman), полягає в тому, що з центру міста були прибрані майже всі світлофори та знаки для збільшення безпеки на дорогах, оскільки передбачається, що водії будуть уважнішими, якщо будуть знати, що вони можуть розраховувати виключно на суворі правила. Раніше
в міському центрі траплялося 8 аварій на рік, після введення системи в 2003 їх число звелося до нуля.